# 新白娘子传奇 (1992年电视剧)
《新白娘子传奇》是1992年11月5日至1993年1月13日首播的台灣電視公司八點檔一部與《白蛇传》相关的連續劇，全剧共50集。製作單位為景得傳播，製作人為曹景德，导演為夏祖辉和何麒，编剧為贡敏、趙文川、方桂蘭、何麒和夏祖輝，该剧也是中國大陸电视台重播率最高的电视剧之一。

## 前期准备
本剧主要以玉山主人所著作的中篇小说《雷峰塔传奇》与梦花馆主所著作的长篇小说《白蛇全传》为蓝本来编剧。劇中推陳出新之處在於基本每集都有很多由台灣知名音樂製作人左宏元譜曲的「新黃梅調」唱段，使該劇宛如一齣連續音樂劇。
编剧贡敏原本决定把本剧设定为悲剧，写到白娘子被囚禁于雷峰塔后结尾。该剧原定为30集，后来制作方觉得效益不错，又决定把该剧内容加长到50集、把结局改为喜剧；但是贡敏并不满意这样的改动，因而与剧组不和而离开了剧组，导致了该剧编剧组混乱的局面。前7集剧本主要由贡敏执笔，为该剧打下了一定的基础；一直写到端午显形事件结束后就没有再写该剧的剧本了，所以后面的故事中慢慢的没有了黃梅调的唱段。之后从第8集写到第20集水漫金山事件结束的剧本由赵文川负责，然后从第20集到第30集的剧本由方桂兰接手执笔。接下来被加长的部分主要由何麒来执笔，而何冀平也在其中穿插着写了一两集的剧本。最后十集，由导演夏祖辉亲自上阵完成。由于这些关系，导致了该剧中的每段故事各有不同的写作风格。
台灣電視公司亦花美金6萬多元從美國購置當時最先進的電腦特效軟體“变形軟體”和設備，爲該劇製作法術特效。以當時大中華區的電腦特效水準來說，此劇的電腦特效確實驚為天人。劇中三位主角均為香港明星来出演：許仙由葉童反串飾演，白娘子、青兒分别由趙雅芝、陳美琪扮演。

## 拍摄和剧情介绍
本劇前半部分（1到30集）是講述白蛇和許仙的故事，赴西湖、鸡鸣寺、瞻园實景拍攝；而後半部分（31到50集）則多是圍繞在白蛇與許仙之子許仕林和玉兔精胡媚娘的愛情以及仕林救母兩個主題。由於景得傳播的預算和陳美琪檔期已滿而離開劇組等諸多原因，後半部的拍摄受到诸多限制，尤其是實景太少，多數在攝影棚裡拍攝。
前篇
主要讲述一条修煉千年的白蛇下凡报恩于许仙，在人间与青蛇找到了许仙，并与许仙结为夫妻。两人在一起开了家药铺，一同济世救人。后遭到法海的阻挠，把白素贞镇压在雷峰塔之下，将一对恩爱的夫妻拆散的凄凉悲剧。
后篇
本剧的续篇。讲述许仙与白素贞之子许仕林长大成人，时刻为考科举而准备着；后与玉兔精胡媚娘相遇，两人便深深的相爱了。胡媚娘受到金钹法王的操控，企图暗中杀害仕林；之后媚娘因不忍心杀害仕林，而被金钹打死。之后仕林奋发图强，高中状元，其孝心感天动地，救出了自己的娘亲。后篇很明显以喜剧来做本剧的最终结尾。

## 主要角色

### 前篇
| 角色   | 演員                                         | 配音                              | 介紹 |
| 白素贞 | 赵雅芝                                       | 张主蕙 配唱：莊蕙如               | 白素贞是一条修炼1800年的白蛇精，时曾拜于黎山老母门下修練，人称“白娘子”或“白娘娘”。幼年时，曾差点被法海的前20世“捕蛇老人”所捕获。在遭受杀身之祸的危机时刻，一个小牧童救了它的性命。为报答小牧童的救命之恩，于1700年后，服下真武北极大帝所赐予的驱除千年蛇毒的仙丹后，蜕尽蛇身，化身为一个绝色美女。受观音菩萨点化，到人间去尋牧童报恩，方可了卻塵緣功德圆满、飞升成仙。后来在仇王府的废墟中遇到了青蛇，并利用雄黄宝剑的威力收服了青蛇，主仆二人情同姐妹。在西湖断桥上，终于与恩人许仙相遇。后在青儿（即青蛇）的撮合下与许仙结为夫妻，因考虑到许仙的事业问题而指使青儿偷盗公家的库银，把库银赠给许仙去开药铺后被吃官司，害许仙被发配至苏州。后与青儿赶赴到苏州，与许仙再次相会。其实这一切都在白素贞的计划之中。 为了帮许仙在苏州闻名远扬、成为名医，与许仙一起济世救人，治疗了不少的疑难杂症；因许仙成为了名医因此也遭到坏人的陷害与嫉妒，但都被白素贞所一一化解。白素貞怀孕后法力大幅减退，暫時失去遇事前占、溝通陰陽的能力；临盆前夜除掉了蜈蚣精因而与其父金钹法王结下深仇大恨。而法海為報多年前受白素貞所戲，奪去天庭上仙賜予之可增進六百年修為的金丹之仇，脅持許仙進而設計白素貞水漫金山犯下彌天大错，因此原由待其子文曲星離體落地满月后便被法海收镇于雷峰塔下靜心修炼，以贖前業。20年过后，其子许仕林高中状元与其孝心感天动地，白素贞才得以重见天日，功德圆满；后被当朝皇帝召见，册封为“節义天仙夫人”。最终与自己相爱的人、情同姐妹的青儿以及法海一同白日飞天，成佛成仙。 |
| 许仙   | 叶童                                         | 刘小芸 配唱：林美璊、莊蕙如       | 一个在药铺里做学徒的穷小子。从小与亲姐姐许娇容相依为命，同姐姐、姐夫生活在一起。一次清明节去为父母扫墓的机会，独自一人前往西湖去游玩而与白素贞邂逅，二人一见钟情，便在青兒的撮合下成为了夫妻，由于成了家要立业，白素贞赠了他银两好助他成就开药铺的事业，没想到那银两竟然是白素贞指使青兒从库府里偷盗而来的，因而吃了官司，被官府发配到苏州。最后在苏州与白素贞再度相遇，两人便计划在苏州开了一家“保安堂”药铺，从此与白素贞两人为百姓们免费义诊。后遭蛤蟆精王道灵的陷害，同时许仙也在其中救了不少被王道灵毒害的黎民百姓。在经过了鹤顶红毒害老乞婆、梁王府盗宝等一连串的事件后，得知了白素贞并非凡人，而被法海软禁在了金山寺。之后在白素贞与小青讨伐法海之时，自己逃出了金山寺来到了西湖，最终在命运的指引下与白素贞再度相见。水漫金山事件过后，白素贞告诉了许仙实情，许仙才醒悟过来，两人的爱情更加坚固了。之后带着白素贞与青兒再次回到了钱塘镇，一同住在姐姐、姐夫家，夫妻俩再次开起了一家“保和堂”药铺。之后在经历了一些事后，白素贞生下了许仕林。许仕林满月后，法海把白素贞镇在了雷峰塔下。之后许仙痛不欲生，狠心抛下了孩子，独自上金山寺去带发修行了。 故事最终，白素贞被放出雷峰塔，他与白素贞还有三天的缘分，在仕林与碧莲成了婚后，同白素贞、小青与法海一同白日飞升了。 |
| 青儿   | 陈美琪                                       | 陈美贞、杜素真(後期) 配唱：张慧清 | 青儿是一条在钱塘江口修炼了800余年的青蛇，在人间身居于仇王府的废墟中，化身为男儿身，经常操控阴间酆都鬼城的五鬼游戏人间，经常偷盗钱塘库银，无恶不作；后被白素贞以武力收服，心甘情愿做白素贞忠心不二的使唤丫鬟。她心直口快，活泼豪爽，性格时而刚烈，是个讲义气的小辣椒。后与白素贞在西湖游玩时，寻觅到了白素贞的救命恩人许仙，并在处心积虑的密谋中撮合这天造地设的一对。为了帮助白素贞能让许仙大有所成，经常受白素贞指使逼出衙役魂魄，盗取钱塘库银，偷盗梁王府四宝……；使许仙搞得连连吃官司，经常被官府发配到外地受刑。 因自身的妖毒之气未消，而差点把张公子（张玉堂）给害死；还因杀害当朝相国梁王爷的独生子梁连，而与梁王府结下深仇大恨；后来为了帮助白素贞救出被困于金山寺的许仙，而发动水族水漫金山，而犯下滔天大罪；前篇后期，在白素贞临盆之夜，铲除了蜈蚣精与蛤蟆精王道灵。 在白素贞被囚禁于雷峰塔之时，青儿愤怒交加，差使白福以后长期在暗中保护仕林，自己撤回峨眉山清风洞谴修20年的法术与法海决一死战，救出姐姐。后篇讲述青儿已修炼成了绝技与小飞刀，出山来到人间化名为岑碧青寻觅法海的踪迹；之后以武功胜过法海，妖法不敌佛法的结果而败在法海金钵之下，后被观世音收为门下弟子，悉心归于正道，后被观世音派遣到人间去救出关押在大牢里的仕林，并且化解了自己曾经与梁王爷结下的深仇大恨，最终白素贞被放出了雷峰塔，昔日的姐妹俩又再度重逢，后与白素贞等人一同白日飞升成仙。 |
| 法海   | 乾德門                                       | 陳明陽                            | |
| 李公甫 | 江明                                         | 石班瑜                            | |
| 許姣容 | 尹寶蓮                                       | 杜素貞、姜瑰瑾(後期)              | |
| 五鬼   | 李冠廷 —白福、范瑤彰、謝國安、閻明章、袁濟龍 |                                   | |
| 觀世音 | 阮虔芷                                       | 陳美貞                            | |

### 后篇
| 角色                | 演員   | 配音   | 介紹 |
| 許仕林              | 葉童   | 劉小芸 | |
| 胡媚娘 前身：殷玉媚 | 趙雅芝 | 張主蕙 | 在武夷山修炼500年的玉兔精。原本是天界瑶池的一只玉兔，后来触犯天条被贬下凡间，因不甘愿被人烹饪下酒，在武夷山修炼成精。必杀法术是“金睛真火”，剧中提及过，但從未使用。一天与白兔精采因一同到戚宝山上游玩时，被仕林的风采所迷，便有意去与仕林搭讪，因不知自己相貌丑陋而自责不已。一天早晨采因偶然在洞口拣到一副白素贞的画像，媚娘十分喜欢，摇身一变自己便变成了白素贞的相貌，之后便化装成为男儿身，企图接近仕林，便与仕林成为了好朋友。随着金钹法王的出现，媚娘的命运改变了，金钹法王要挟她去暗杀仕林，如果不照办的话，媚娘将失去现有的美貌，媚娘无奈，只好答应他的要求。媚娘变回女儿身后，与采因在仕林家对面开了一家绣庄，媚娘爱上了仕林，她不忍向仕林下此毒手而一次又一次的恳求金钹法王给她期限，最终，她选择了背叛金钹法王。在仕林高中状元之后，媚娘因保护仕林而香消玉殞。最后得以投胎转世为人。 小说版中的胡媚娘是一只修炼千年的心月狐，勾结貼身侍女青蛙精小翠去引誘已出家的许仙。最终天兵天将在收伏媚娘之际，被法海拯救，随法海上西天潜心修行。 |
| 采因                | 徐慧宣 | 劉小芸 | 一只在凡间修炼200年的小白兔精。不明原因与胡媚娘结为金兰姐妹，跟随媚娘左右，处处为媚娘着想。会酿造专为吴刚喝的桂花酒。最后因放出被金钹法王囚禁的媚娘而被金钹残忍拨下毛皮，后被观音菩萨可怜，被收为门下弟子，每天坐禅念经，打扫紫竹林。 采因这个名字在剧中是虚构的，所有版本的小说中并没有叫采因的这个白兔精，而是一只没有名字的青蛙精。 |
| 李碧莲              | 夏光莉 | 陳美貞 | |
| 戚宝山              | 石乃文 | 楊少文 | |
| 金钹法王            | 李敏郎 | 陳明陽 | 虚构的角色。蜈蚣精之父，是凤凰山上号令众妖的大王，左右手持金钹作为武器。为报白素贞杀子之仇，施计利用胡媚娘去暗杀白素贞之子许仕林，与保护仕林的小青与私自逃出雷峰塔的白素贞交过战，可见金钹法王的法力远远不及白素贞与小青。他不容许有人背叛他，便将媚娘带回凤凰山将其囚禁于沙石洞中，之后残忍杀害了私自放出媚娘的采因。不甘心的金钹法王决定亲自消灭仕林与媚娘，最终一掌打死了保护仕林的媚娘，之后观音菩萨出现将金钹法王吸入净瓶中。 |

## 戲劇歌曲

### 主题歌
| 曲別   | 歌名           | 作詞   | 作曲   | 編曲   | 演唱           |
| 片头曲 | 《千年等一回》 | 陈自为 | 左宏元 | 尤景仰 | 高胜美         |
| 片尾曲 | 《渡情》       | 贡敏   | 左宏元 | 尤景仰 | 左宏元、張慧清 |

### 电视原声帶
| 曲名                         | 作詞   | 作曲   | 演唱           |
| 《千年等一回》（電視主題曲） | 陈自为 | 左宏元 | 高勝美         |
| 《渡情》（片尾曲）           | 贡敏   | 左宏元 | 左宏元、张慧清 |
| 《前世今生》                 | 黄介文 | 左宏元 | formOSA        |
| 《纠缠》                     | 何启宏 | 左宏元 | 裘海正         |
| 《雨伞是媒红》               | 贡敏   | 左宏元 | 莊惠茹         |
| 《情仇爱恨》                 | 黄介文 | 左宏元 | 莊惠茹、左宏元 |
| 《心湖雨又风》               | 何厚华 | 左宏元 | 高胜美         |
| 《神仙歌》                   | 黄介文 | 左宏元 | 主唱：张真     |
| 《想飞的水》                 | 连水淼 | 左宏元 | 大小百合       |
| 《情与法》                   | 陈自为 | 左宏元 | formOSA        |
| 《天也不懂情》               | 陈自为 | 左宏元 | formOSA        |
| 《悲情面具》                 | 黄介文 | 左宏元 | formOSA        |

## 周边商品

### 书籍
- 《新白娘子传奇》电视剧小说·牧樵 编著—全1册 [内附封面、封底、插页+「开场白」(曹景德)] 多乐坊文化事业有限公司出版 ISBN 9576800552

在劇中過場畫面中可以看到小說的封面。只是小說故事和電視劇情有很多出入，如胡媚娘在小說裡面是完全不同的人物。

### CD唱片
- 《新白娘子传奇》原声大碟·全12曲
- 1992年上格唱片原版
- 1995年百代公司版
- 1997年江苏音像出版社
- 2005年版

### VCD

#### 中國大陸
- 《新白娘子传奇》风之颂超长版VCD·40碟装 （每碟均有主题曲，仅第1碟及第40碟有片尾曲，开场收录，无中插，无字幕）
- 《新白娘子传奇》博颖超长版VCD·40碟装 （每碟均有主题曲及片尾曲，开场收录，无中插，无字幕）
- 《新白娘子传奇》天人超长版VCD·40碟装 （仅第1碟有主题曲及第40碟有片尾曲，无收录开场中插，内嵌简体中文字幕）
- 《新白娘子传奇》自然美超长版VCD·35碟装 （主题曲及片尾曲不完整，无收录开场中插，无字幕）

#### 台灣
- 《新白娘子传奇》台视2001珍藏版VCD·限量100套·50碟装 （附《新白娘子传奇》剧照，开场中插收录，内嵌黄色繁体中文字幕）

### DVD

#### 中國大陸
- 《新白娘子传奇》天人版DVD·17碟装 （每碟第1集及最后1集有主题曲与片尾曲，收录开场，无中插，无字幕）
- 《新白娘子传奇》自然美版DVD·15碟装（主题曲及片尾曲不完整，无收录开场中插，无字幕）
- 《新白娘子传奇》博颖收藏版DVD-9+2碟DVD-5·数码修复版·18碟装 （内赠经典原声歌曲集，可选中、英文字幕；注：此版本由于质量问题已停止销售）
- 《新白娘子传奇》博颖经济版HDVD·6碟装 （每碟第1集及最后1集有主题曲与片尾曲，无收录开场中插，可选中、英文字幕）
- 《新白娘子传奇》天人收藏版DVD-9+2碟DVD-5·数码修复版·18碟装 （内赠经典原声歌曲集，可选中、英文字幕；注：此版本是将台视2004精装版DVD的片源进行直灌，且DVD菜单有变化）

#### 台湾
- 《新白娘子传奇》台视2004精装版DVD·限量1000套·25碟装 （预购版附《新白娘子传奇》明信片，无收录开场中插，可隐藏白色繁体中文字幕）

## 影响
这部电视剧被认为是《白蛇传》系列影視剧中最经典的版本，特别是赵雅芝饰演的白娘子最深得民心。在台灣获得热捧，在中国大陆具有极高的影响，在新加坡和马来西亚等地也很有名氣。本劇曾獲「港台電視演員片酬排行榜」冠軍、日本第二十屆電視美術標題展之國際類金牌獎，曾入選中國大陸十大經典劇集名單。
本劇在中國大陸由中國國際電視總公司引進，並於1993年年初在中國中央電視臺面向北京播放的地面頻道播放，便获得很高的人氣。在2004年中国中央电视台综合频道的午夜檔重播後，再次掀起重播潮。2009年广东电视台重新引进该剧后，又开始在大陆许多电视台重播。現在基本上是屬於暑假與寒假期間必會看到的劇目。
在香港，1993年亞洲電視引進本劇，但只安排於本港台午間一點鐘時段播出，於午間時段收視點超越六點；逼得無綫電視急急徹換同時段的翡翠台《婦女新姿》主持，因同時段都有陳美琪主演。無綫立即抽調余文詩從《香港早晨》調至《都市閒情》主持，但依然敗陣，直至後接的《刺馬》才得以收復失地。
2013年，台視每週一至週四八點檔重播本劇，重新製作片頭與片尾；同時亦將每集長度由原來的60分鐘改為120分鐘（含廣告），並將之改以16:9制式播出。

## 播放時段
| 台視 週一至週五 20:00             | 台視 週一至週五 20:00                  | 台視 週一至週五 20:00 |
| --------------------------------- | -------------------------------------- | --------------------- |
|                                   | 新白娘子传奇 （1992.11.5 - 1993.1.13） |                       |
| 英雄世家 （1992.9.9 - 1992.11.4） | 刺馬 （1993.1.14 - 1993.3.12）         |                       |

| 台視 週一至週四 20:00 - 22:00       | 台視 週一至週四 20:00 - 22:00                    | 台視 週一至週四 20:00 - 22:00 |
| ----------------------------------- | ------------------------------------------------ | ----------------------------- |
|                                     | 新白娘子传奇（重播） （2013.04.23 - 2013.06.04） |                               |
| 虎符傳奇 (2013.03.28 - 2013.04.22） | 神鵰俠侶（重播） （2013.06.05 - 2013.07.16）     |                               |

| 重温经典频道 电视剧剧场三 週一至週日 22:30-24:00 | 重温经典频道 电视剧剧场三 週一至週日 22:30-24:00 | 重温经典频道 电视剧剧场三 週一至週日 22:30-24:00 |
| ------------------------------------------------ | ------------------------------------------------ | ------------------------------------------------ |
|                                                  | 新白娘子传奇 （2024.3.1 - 2024.3.26）            |                                                  |
| 射雕英雄传 （2024.2.1 - 2024.3.1）               | 上海滩 （2024.3.26- 2024.4.7）                   |                                                  |